# PBZ Zagreb Indoors 2010
PBZ Zagreb Indoors 2010 var en tennisturnering tillhörande ATP-touren 2010. Alla matcher spelades på hardcourt. Det var den 7:e upplagan av PBZ Zagreb Indoors, turneringen klassificerades som en ATP World Tour 250 Series-turnering. Den spelades i Zagreb, Kroatien från 1 till 7 februari 2010.

## Seedning

### Herrsingel
| 1. Marin Čilić (Mästare) 2. Ivan Ljubičić (Andra omgången) 3. Jürgen Melzer (Semifinal) 4. Viktor Troicki (Kvartsfinal) | 1. Janko Tipsarević (Första omgången) 2. Benjamin Becker (Andra omgången) 3. Ivo Karlović (Kvartsfinal) 4. Evgeny Korolev (Första omgången) |

### Herrdubbel
| 1. František Čermák Michal Mertiňák (Kvartsfinal) 2. Julian Knowle Robert Lindstedt (Första omgången) | 1. Martin Damm Filip Polášek (Semifinal) 2. Ross Hutchins Jordan Kerr (Kvartsfinal) |

## Mästare

### Herrsingel
Marin Čilić bes.  Michael Berrer, 6–4, 6–7(5), 6–3
- Det var Cilic andra titel under 2010 och den femte i hans karriär. Det var hans andra titel vid denna turnering som han också vann 2009.

### Herrdubbel
Jürgen Melzer /  Philipp Petzschner bes.  Arnaud Clément /  Olivier Rochus, 3–6, 6–3, [10–8]